# Emil Chaberski

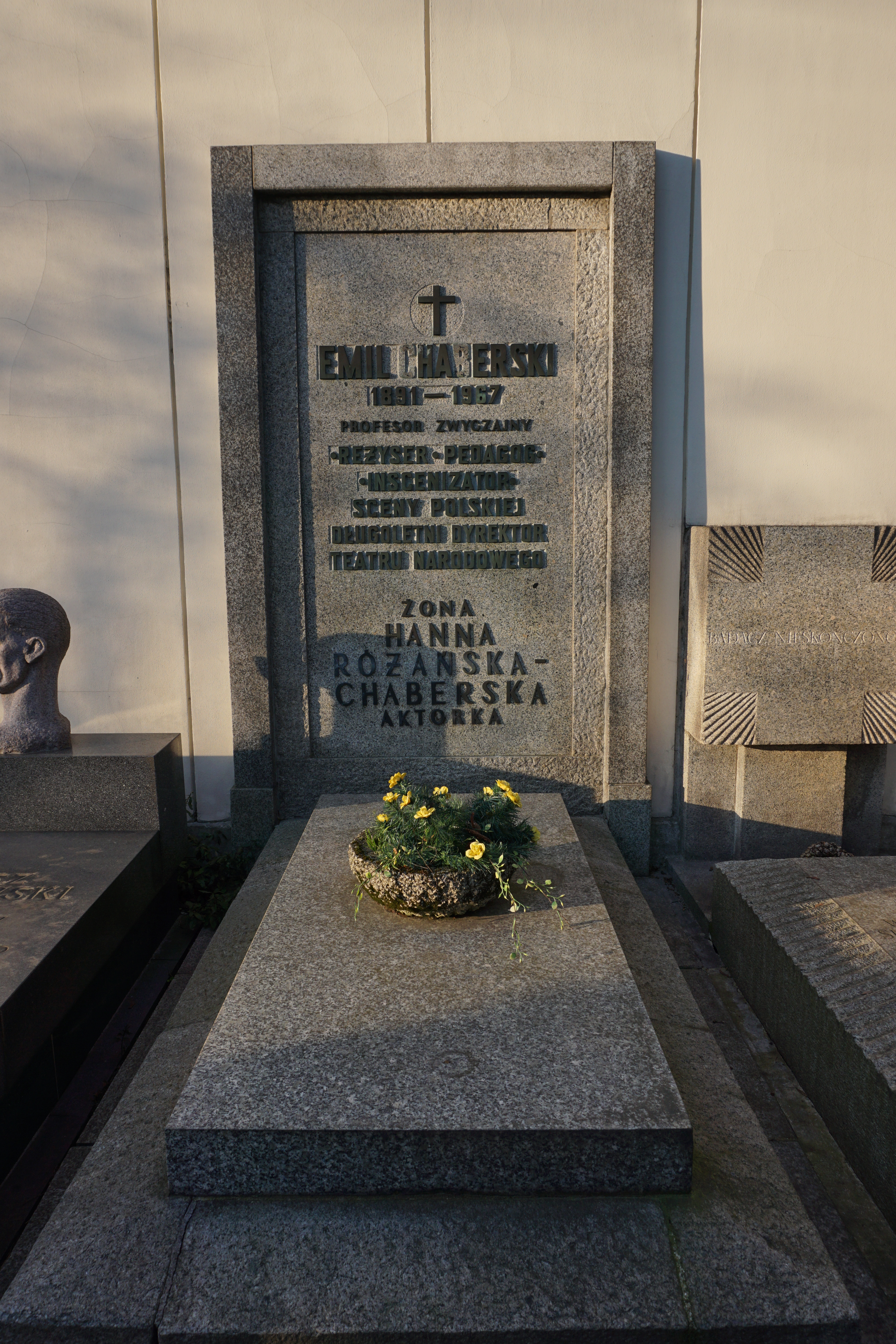
Grób Emila Chaberskiego i Hanny Różańskiej-Chaberskiej na cmentarzu Powązkowskim w Warszawie

Emil Bolesław Chaberski (ur. 28 maja 1891 w Krakowie, zm. 14 września 1967 w Warszawie) – polski reżyser, aktor, tłumacz i pedagog.

## Życiorys
Emil Bolesław Chaberski był synem Hilarego i Marii Chaberskich. Ukończył gimnazjum w Krakowie, następnie w 1908 roku z odznaczeniem Szkołę Dramatyczną M. Przybyłowicza. Latem 1907 roku z zespołem uczniów szkoły występował w Rzeszowie i Okocimiu k. Bochni; związany z PPS, kierował amatorskim zespołem robotniczym na przedmieściu Krakowa. Zadebiutował 17 września 1908 rolą Kuby w Weselu Stanisława Wyspiańskiego w Teatrze Polskim w Łodzi. W Łodzi występował do 1911 roku. Później grał i reżyserował m.in. w Sosnowcu, Moskwie (1915–1916), Kijowie (1917–1919), Lwowie (1919–1920), od 1921 w Teatrze Rozmaitości w Warszawie. Od 1922 do wybuchu II wojny światowej głównie reżyserował i sporadycznie występował na scenach warszawskich. W tym czasie zrealizował również kilka filmów fabularnych. Był także dyrektorem warszawskich teatrów: Letniego (1925–1927, 1931–1932) oraz Narodowego i Nowego.
Po wojnie poświęcił się reżyserii teatralnej. Pracował w Teatrze Narodowym, Teatrze Letnim, Teatrze Wielkim i Wielkiej Rewii. Zajmował się również tłumaczeniem sztuk teatralnych z wielu języków obcych. W latach 1952–1955 związany był ze szczecińskim Teatrem Dramatycznym, w którym był kierownikiem artystyczny i dyrektorem (1954–1955). W szczecińskim teatrze wyreżyserował 15 sztuk teatralnych m.in. Ożenek Gogola, Wilhelma Tella Schillera, Mieszczan Gorkiego. 
W latach 1955–1958 był rektorem Państwowej Wyższej Szkoły Teatralnej im. Leona Schillera.
W 1955 roku otrzymał Nagrodę Państwową II stopnia „za działalność artystyczną w teatrach szczecińskich w minionym 10-leciu”.
Dwukrotnie żonaty, najpierw był mężem Idalii Chaberskiej, później aktorki Hanny Różańskiej.
Zmarł w Warszawie, pochowany na cmentarzu Powązkowskim (kwatera Aleja Zasłużonych-1-152). 

## Filmografia
- 1925: Iwonka – reżyseria
- 1928: Tajemnica starego rodu – reżyseria
- 1938: Kobiety nad przepaścią – reżyseria
- 1939: Żona i nie żona – reżyseria

## Ordery i odznaczenia
- Krzyż Oficerski Orderu Odrodzenia Polski (19 lipca 1955)[5]
- Krzyż Kawalerski Orderu Odrodzenia Polski (22 lipca 1953)[6]
- Złoty Krzyż Zasługi[1]
- Medal 10-lecia Polski Ludowej (23 maja 1955)[7]